# ヘイルズオーエン鉄道

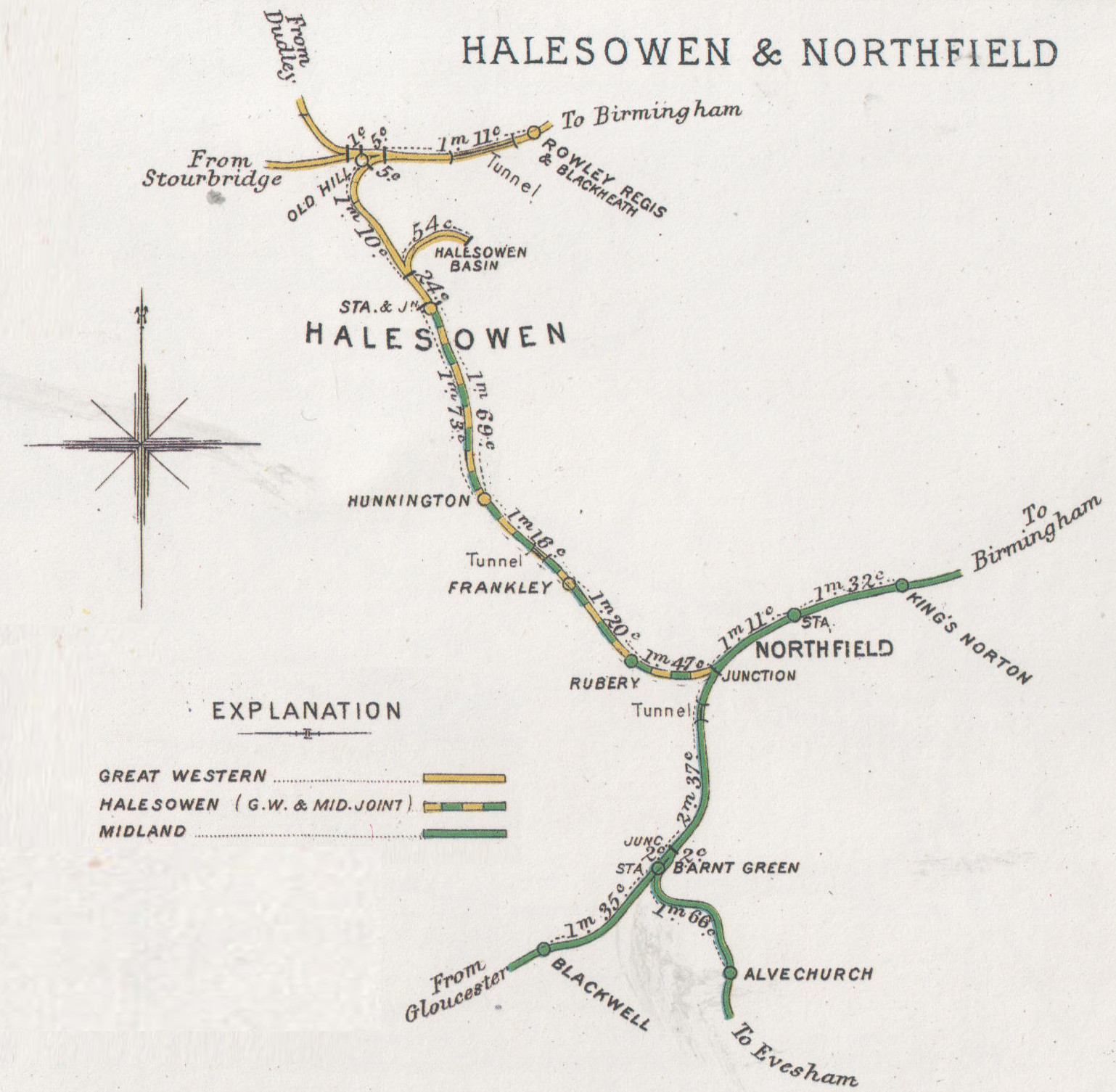
1903年の鉄道清算所(Railway Clearing House)地図。ヘイルズオーエン鉄道は、右の図に緑と黄色の縞模様で表現されている。

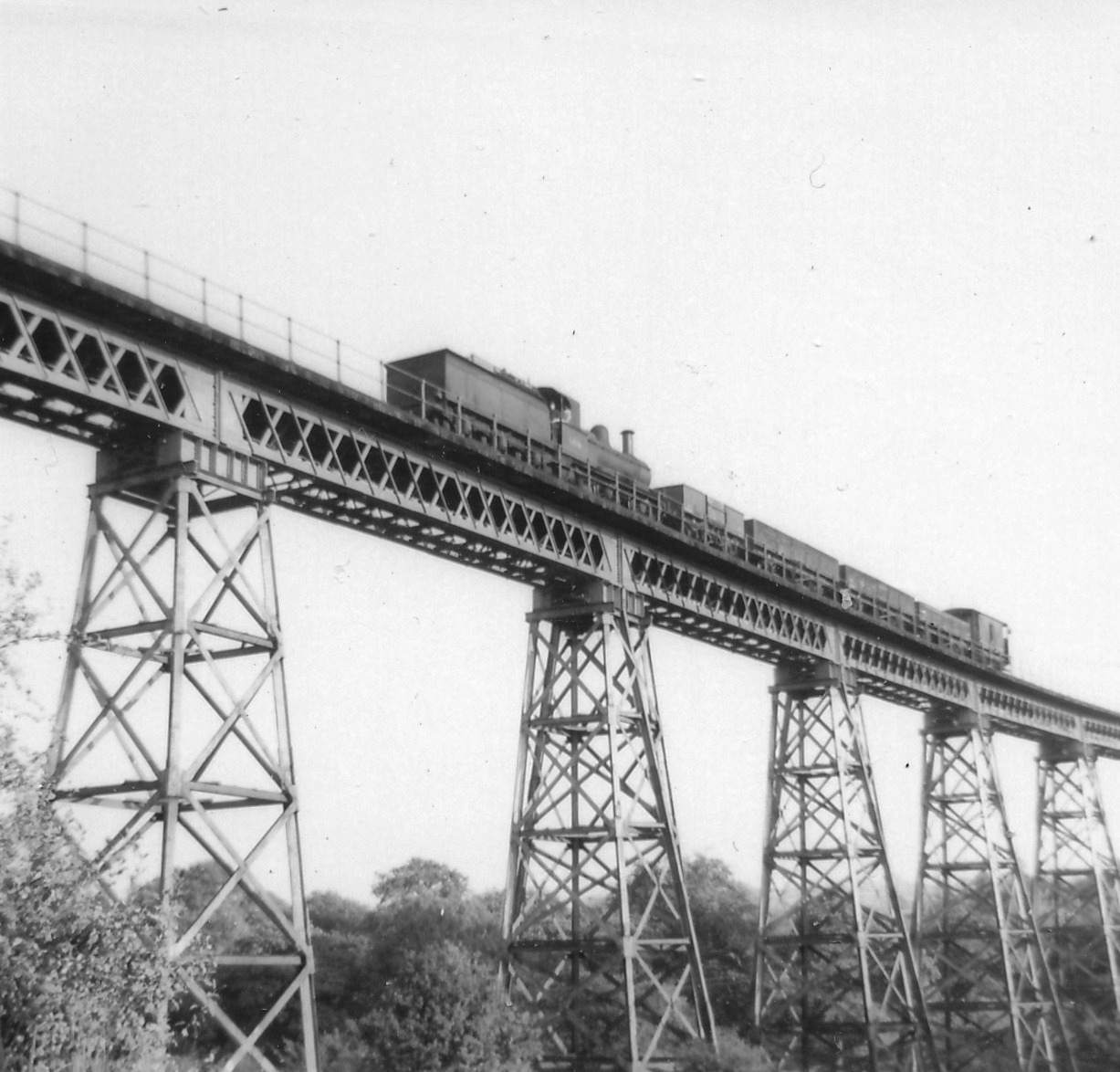
ダウリー・デル高架橋の上を、ロングブリッジ方面へ進むヘイルズオーエン鉄道の蒸気機関車。

ヘイルズオーエン鉄道（ヘイルズオーエンてつどう、英語: The Halesowen Railway line）は、イングランド中部、現在のウェスト・ミッドランズ州で、オールド・ヒル駅(Old Hill railway station)から、ロングブリッジまでを結んでいた標準軌の鉄道。ヘイルズオーエン＝ロングブリッジ間は1964年に、オールド・ヒル＝ヘイルズオーエン間は、1969年に廃止された。

## 歴史
ヘイルズオーエン鉄道は、厳密にはオールド・ヒル＝ヘイルズオーエン間がグレート・ウェスタン鉄道の支線であり、その先でヘイルズオーエン＝ロングブリッジ間を1883年9月10日にグレート・ウェスタン鉄道とミッドランド鉄道の共同事業として開業したものであった。両者は一体となって運用され、ヘイルズオーエン鉄道として知られていた。その後1923年にロンドン・ミッドランド・アンド・スコティッシュ鉄道の一部となった。
ヘイルズオーエン鉄道は、旅客鉄道としては比較的短い歴史で終わってしまった路線であり、全線で定期便の運行が行われたのは1919年4月までであった。その後も、ヘイルズオーエンとオールド・ヒルの間の定期便の運行は1927年12月5日まで行われた。それ以降、廃止までは、ロングブリッジのオースチンの自動車工場（ロングブリッジ工場）への通勤専用列車や、貨物列車が運行された。ロングブリッジからオールド・ヒルへの通勤専用列車は1958年8月29日に、バーミンガム・ニューストリート駅への通勤専用列車は1960年1月1日に廃止された。
路線としてのヘイルズオーエン＝ロングブリッジ間は1964年に廃止され、有名だったダウリー・デルのトレッスル橋による高架橋も1965年に撤去された。オールド・ヒル＝ヘイルズオーエン間は、1969年10月1日に廃止された。